# Dorf- und Gemeindeherrschaft
Die Dorf- und Gemeindeherrschaft (auch Dorfobrigkeit oder Ortsobrigkeit) war ein Rechtskreis des ausgehenden Mittelalters und der frühen Neuzeit.

## Definition
Bei der Dorf- und Gemeindeherrschaft (DGH) handelte es sich um einen besonderen Rechtsbereich im Heiligen Römischen Reich Deutscher Nation, dessen Zweck es war, die Modalitäten im dörflichen und kommunalen Zusammenlebens zu regeln. Der DGH fiel vor allem in denjenigen Regionen des Reiches eine wichtige Rolle zu, die territorialherrschaftlich sehr stark fragmentiert waren. Denn in diesen Regionen war nicht die Hochgerichtsbarkeit die allgemeine Grundlage der Landeshoheit, sondern ein Konglomerat aus verschiedensten Herrschaftsrechten. Die DGH war dabei innerhalb dieses Rechtsgemenges das wichtigste Kriterium zur Durchsetzung der Landeshoheit über eine Ortschaft, ebenso wie die eng damit verschränkte Hegung des Kirchweihschutzes. Eine besonders wichtige Rolle spielte die DGH in den sogenannten Kondominatsdörfern, also jenen Orten, die als Kondominate von mehreren Territorialmächten verwaltet wurden, wie etwa Fürth. Die DGH fiel in der Regel demjenigen Grundherrn zu, der über die größten Besitzanteile eines Ortes verfügte. In einigen Fällen konnte sie aber auch ganerblich gemeinsam (cumulative) oder abwechselnd (alternative) ausgeübt werden.
Die Dorf- und Gemeindeherrschaft war mit der Wahrnehmung folgender Aufgaben verbunden:
- die von der Gemeinde gewählten Amtsträger mussten bestätigt und verpflichtet werden,
- die vogteiliche Gerichtsbarkeit über das im unmittelbaren Besitz der Gemeinde befindliche Grundeigentum war auszuüben, dies betraf vor allem die Wege, den Dorfanger und den Gemeindewald („zu Gassen, Feld und Flur“[6]),
- die Gemeinderechnung war einer jährlichen Rechnungsprüfung zu unterziehen,
- die dörfliche Rechtsordnung war zu beaufsichtigen.

Für die Durchführung der Tätigkeiten fungierte vor Ort ein Dorfrichter als Hilfsorgan. Dieser war für die Aufrechterhaltung und Überwachung des Gemeinwesens verantwortlich und war weiters zuständig für die Aufsicht über Bauangelegenheiten und Infrastruktur, die Feueraufsicht, die Überwachung von Fremden, die Einhaltung der guten Sitten, die Aufsicht bei Jahrmärkten und Kirchtagen, die Erteilung von Gewerben, die Schankgerechtigkeit und anderes. Damit wurden einfache polizeiliche und Verwaltungstätigkeiten wahrgenommen. Die zugrundeliegenden Regeln waren in Dorfordnungen oder Banntaidingen (in verschiedenen Schreibungen bis hin zu Panthätung) dargelegt. Der Geltungsbereich der Dorfherrschaft wird am Land als Dorffreiheit oder Feldfreiheit bezeichnet, im Städten jedoch Burgfrieden genannt und war zumindest mit Grenzsteinen markiert. In komplexen Angelegenheiten war der Dorfrichter angehalten, die Grundherrschaft einzuschalten, wofür in jeder Herrschaft eine Kanzlei eingerichtet war.

## Rechtsquellen
- Politische Gesetze in Fragen Antworten. Ein Handbuch zu Vorbereitung für Prüfungs-Kandidaten, Verlag Carl Gerold, Wien 1839, §§198 Dorfherrschaft §§198